# Hydromermis
Hydromermis é um género de Mermithidae.
O género foi descrito em 1902 por Corti.
Espécies:
- Hydromermis contorta
- Hydromermis grandis